# Retzbach (Traisen)
Der Retzbach ist linker Zufluss zur Traisen südöstlich von Türnitz in Niederösterreich.
Der Retzbach entspringt im Reiftal östlich der Falkenschlucht und nimmt sogleich den Falkenbach auf, der deutlich länger ist und durch die Falkenschlucht auch wesentlich bekannter; der Retzbach nimmt weiters den Dachsenbach und den Niederbach auf, passiert die Engstelle Eisernes Tor, wo danach von links der Bettelweibgraben einmündet. Nach Durchlauf der Weidenaurotte fließt der Retzbach bei Kienbigl in Schildbachrotte von links in die Traisen ein.
Sein Einzugsgebiet umfasst 27,2 km² in großteils bewaldeter Landschaft.